# British Academy of Film and Television Arts
British Academy of Film and Television Arts (BAFTA) er en uafhængig britisk forening, som promoverer og støtter den kunstneriske udvikling inden for alle former for levende billeder - film, tv og videospil.
BAFTA blev grundlagt i 1947 som The British Film Academy af David Lean, Alexander Korda, Carol Reed, Charles Laughton, Roger Manvell og andre. 
I 1958 fusionerede foreningen med The Guild of Television Producers and Directors og dannede The Society of Film and Television, som i 1976 ændrede navn til The British Academy of Film and Television Arts.

## British Academy Awards (BAFTA Awards)
BAFTA er værter for flere årlige prisuddelinger inden for film, tv, tv-arbejde, videospil og forskellige former for animation. Film-prisen kaldes ofte for den britiske udgave af Oscaruddelingen og tv-priserne for den britiske udgave af Emmy Awards. Derudover arrangeres desuden prisuddelinger varetaget af BAFTA's lokalafdelinger i Skotland og Wales samt i Los Angeles og New York.
De mest betydningsfulde prisuddelinger omfatter:
- British Academy Film Awards (BAFTA Film Award) - betegnes som det britiske modstykke til USA's Academy Award (Oscaruddelingen)
- British Academy Television Awards og British Academy Television Craft Awards - det britiske modstykke til USA's Emmy Award
- British Academy Video Games Awards
- British Academy Children's Awards